# Dekanat Auerbach in der Oberpfalz
Dekanat Auerbach in der Oberpfalz – jeden z 21 dekanatów rzymskokatolickiej archidiecezji bamberskiej w Niemczech. 
Według stanu na październik 2016 w skład dekanatu wchodziło 12 parafii rzymskokatolickich. Dwie z nich posiadają kościoły filialne. 
Dziekanem jest Marek Flasinski, proboszcz parafii św. Jana Chrzciciela w Auerbach znajdującej się pod adresem Pfarrstraße 7, 91275 Auerbach in der Oberpfalz. 

## Lista parafii
Źródło:
| Lp. | Miejscowość               | Parafia                                   | Grafika | Kościół | Adres                                                                                     |
| --- | ------------------------- | ----------------------------------------- | ------- | --- | ----------------------------------------------------------------------------------------- |
| 1   | Auerbach in der Oberpfalz | Parafia św. Jana Chrzciciela              |         | Kościół św. Jana Chrzciciela w Auerbach in der Oberpfalz Kościół filialny: Kościół św. Jerzego w Neuzirkendorf | Pfarrstraße 7 91275 Auerbach in der Oberpfalz                                             |
| 2   | Büchenbach                | Parafia św. Wita                          |         | Kościół św. Wita w Büchenbach                                                                                  | Marktplatz 1 91257 Pegnitz                                                                |
| 3   | Creußen                   | Parafia Najświętszej Maryi Panny Królowej |         | Kościół Najświętszej Maryi Panny Królowej w Creußen                                                            | Kolmhofstraße 6 95473 Creußen                                                             |
| 4   | Elbersberg                | Parafia św. Jakuba Starszego Apostoła     |         | Kościół św. Jakuba Starszego Apostoła w Elbersberg                                                             | Jakobusstraße 14 91278 Pottenstein                                                        |
| 5   | Gunzendorf                | Parafia św. Idziego                       |         | Kościół św. Idziego w Gunzendorf                                                                               | Gunzendorf 17 (z. Zt. Hauptstraße 2, 91275 Auerbach/ Michelfeld 91275 Auerbach i. d. Opf. |
| 6   | Hohenmirsberg             | Parafia św. Marcina                       |         | Kościół św. Marcina w Hohenmirsberg                                                                            | Hohenmirsberg 9 91278 Pottenstein                                                         |
| 7   | Kirchenbirkig             | Parafia św. Jana Chrzciciela              |         | Kościół św. Jana Chrzciciela w Kirchenbirkig                                                                   | St.-Johannes-Str. 26 91278 Pottenstein                                                    |
| 8   | Michelfeld                | Parafia św. Jana Ewangelisty              |         | Kościół św. Jana Ewangelisty w Michelfeld                                                                      | Hauptstraße 2 91275 Auerbach                                                              |
| 9   | Pegnitz                   | Parafia Najświętszego Serca Jezusowego    |         | Kościół Najświętszego Serca Jezusowego w Pegnitz Kościół filialny: Kościół św. Tomasza z Akwinu w Trockau      | Pfr.-Dr.-Vogl-Straße 2 91257 Pegnitz                                                      |
| 10  | Pottenstein               | Parafia św. Bartłomieja Apostoła          |         | Kościół św. Bartłomieja Apostoła w Pottenstein                                                                 | Kirchplatz 4 91278 Pottenstein                                                            |
| 11  | Thurndorf                 | Parafia św. Marcina                       |         | Kościół św. Marcina w Thurndorf                                                                                | Oberpfälzer Str. 24 91257 Pegnitz                                                         |
| 12  | Troschenreuth             | Parafia św. Jakuba Apostoła               |         | Kościół św. Jakuba Apostoła w Troschenreuth                                                                    | Hauptstr. 7 91281 Kirchenthumbach/Thurndorf                                               |